# Farragut North (métro de Washington)
Farragut North est une station de la ligne rouge du métro de Washington. Elle est située 101 Connecticut Avenue (en), au nord du Farragut Square, au centre-ville (en), dans le quadrant Northwest de Washington DC, capitale des États-Unis.

## Situation sur le réseau

Plan du métro.

Établie en souterrain, Farragut North est une station de passage de la ligne rouge du métro de Washington. Elle est située entre la station Dupont Circle, en direction du terminus nord-ouest Shady Grove et la station Metro Center, en direction du terminus nord-est Glenmont.
Elle dispose des deux voies de la ligne, encadrant un quai central.

## Histoire
La station Farragut North est mise en service le 27 mars 1976, lors de l'ouverture à l'exploitation des 6,8 km de la première section de la ligne rouge et du réseau, entre Farragut North et Rhode Island Avenue.
Elle devient une station de passage le 17 janvier 1977, lors de l'ouverture des 0,7 km du prolongement jusqu'au nouveau terminus Dupont Circle.

## Services aux voyageurs

### Accès et accueil
La station dispose de trois points d'accès, avec escaliers et escaliers mécaniques, sur la Connecticut Ave aux intersections avec la K. Street et la L Street. Elle est également équipée d'un ascenseur de surface pour l'accessibilité des personnes à la mobilité réduite.

Installations
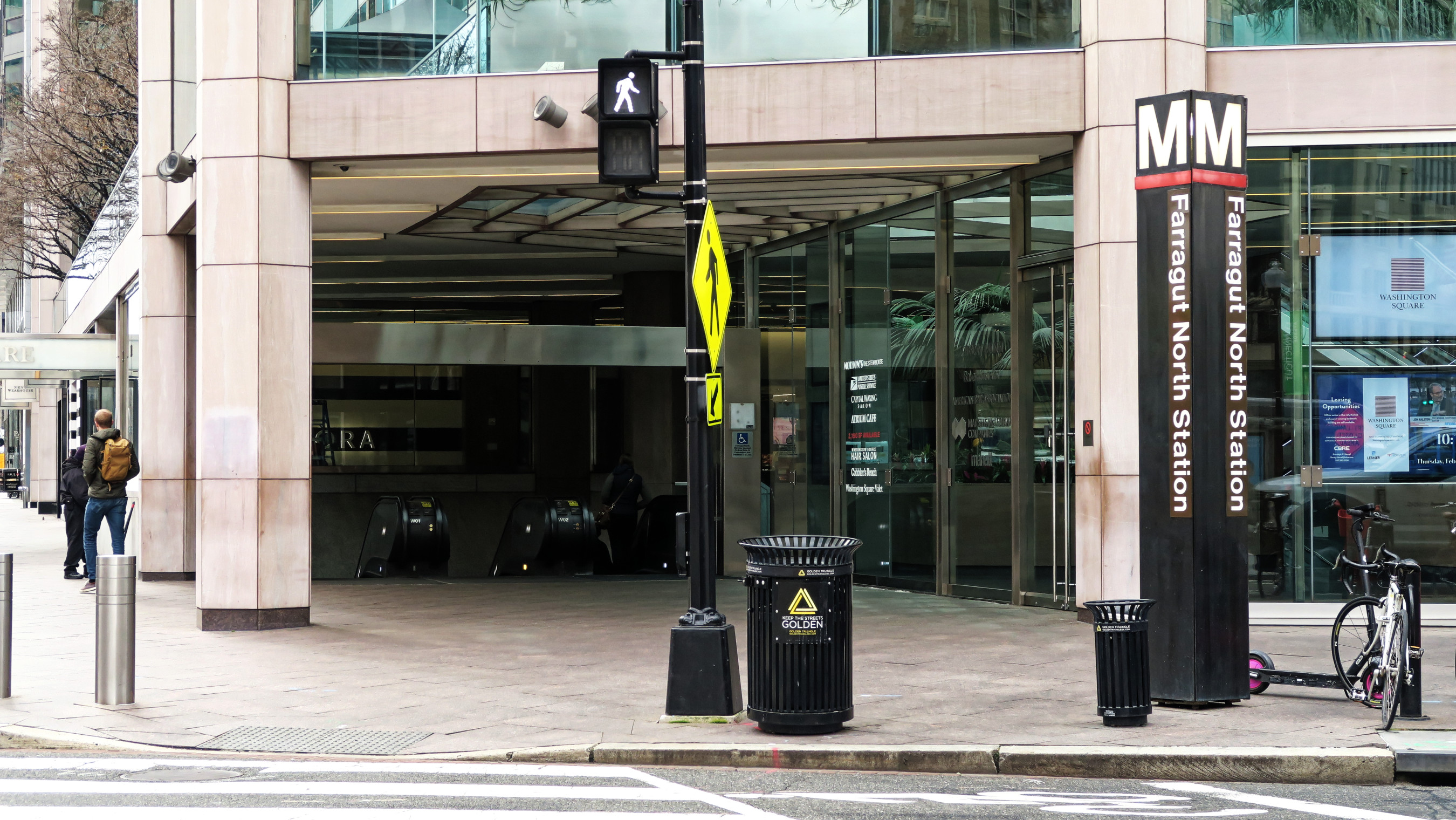
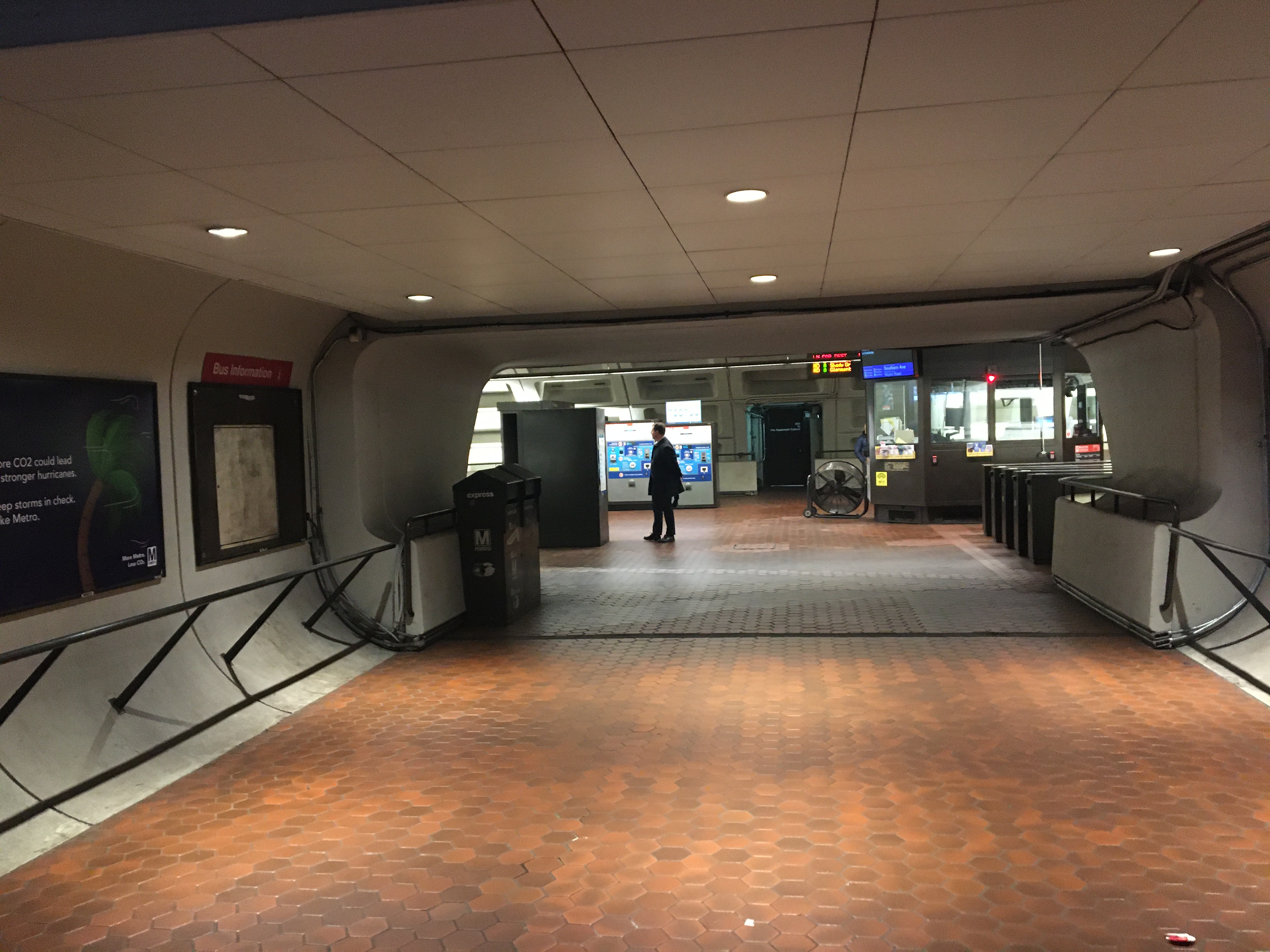
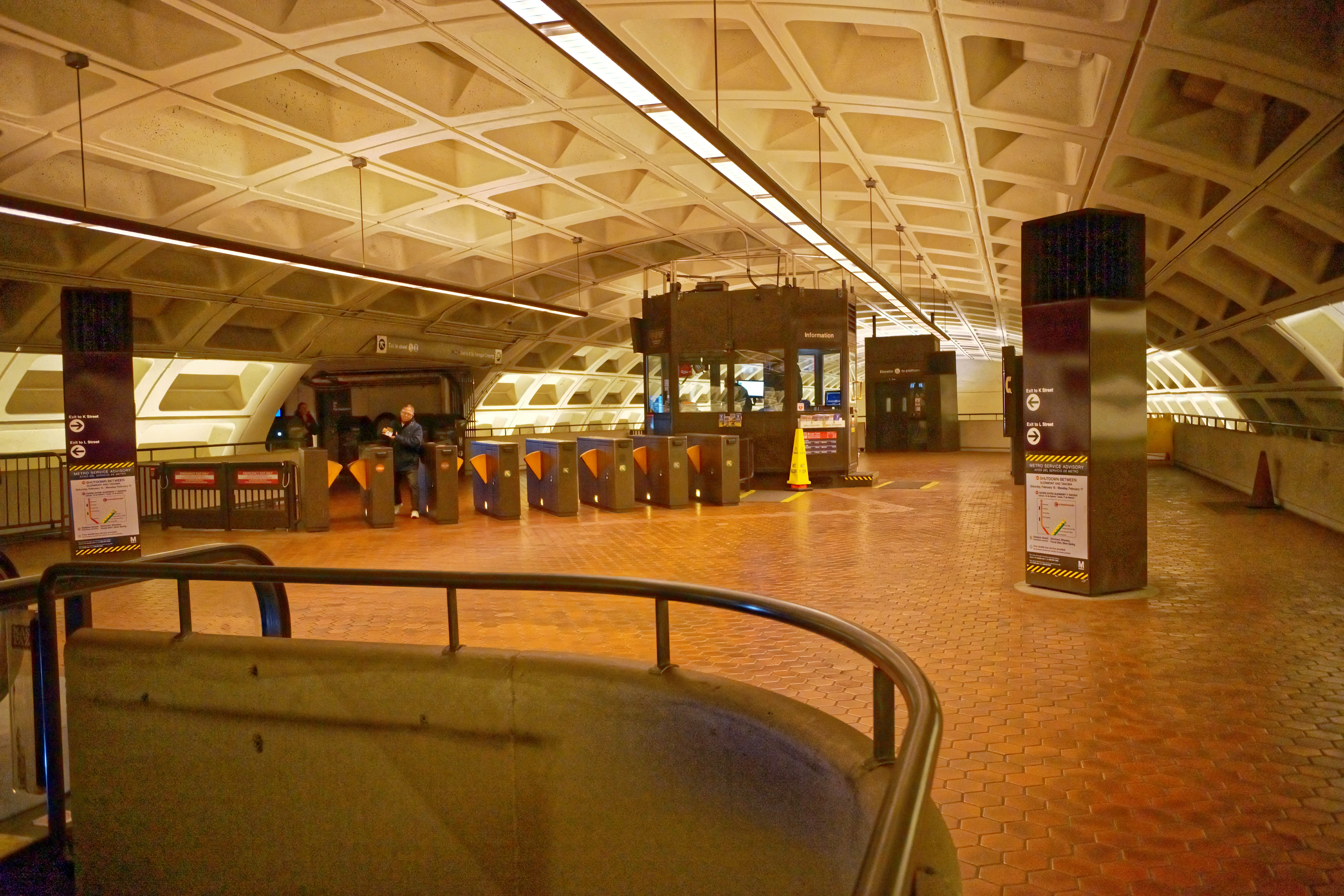

### Desserte
Farragut North  est desservie par les rames qui circulent sur la ligne rouge du métro de Washington. Le passage du premier train : en semaine à 5 h 33 et 5 h 35 et les samedis et dimanches à 7 h 33 et 7 h 35 suivant la direction Glenmont ou Shady Grove, la station est ouverte dix minutes avant le premier passage. La fermeture quotidienne a lieu après le passage du dernier train : en semaine et le dimanche à 0 h 2 et 0 h 8, les samedis à 1 h 2 et 1 h 8 suivant la direction Glenmont ou Shady Grove.

Installations et desserte
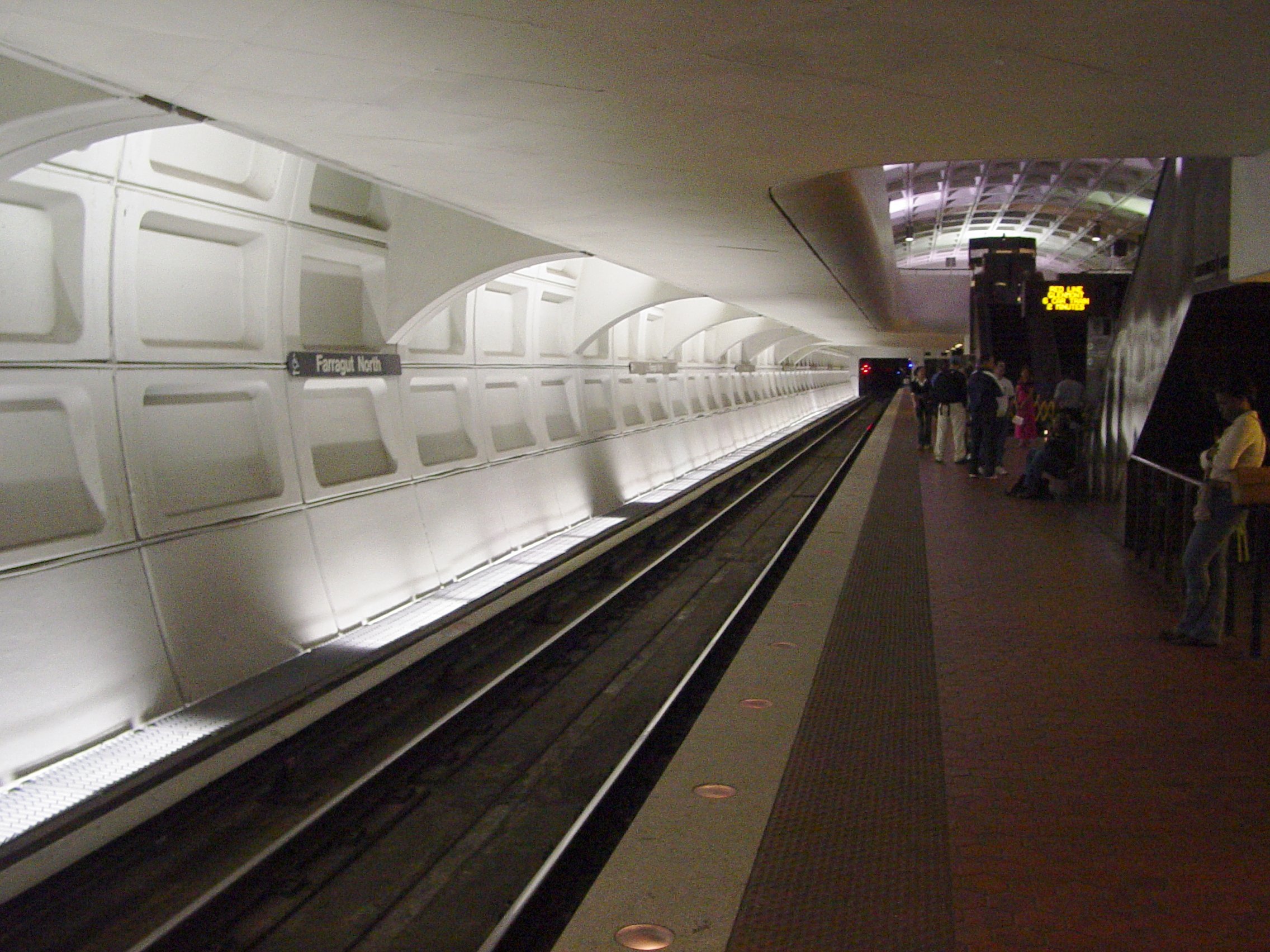
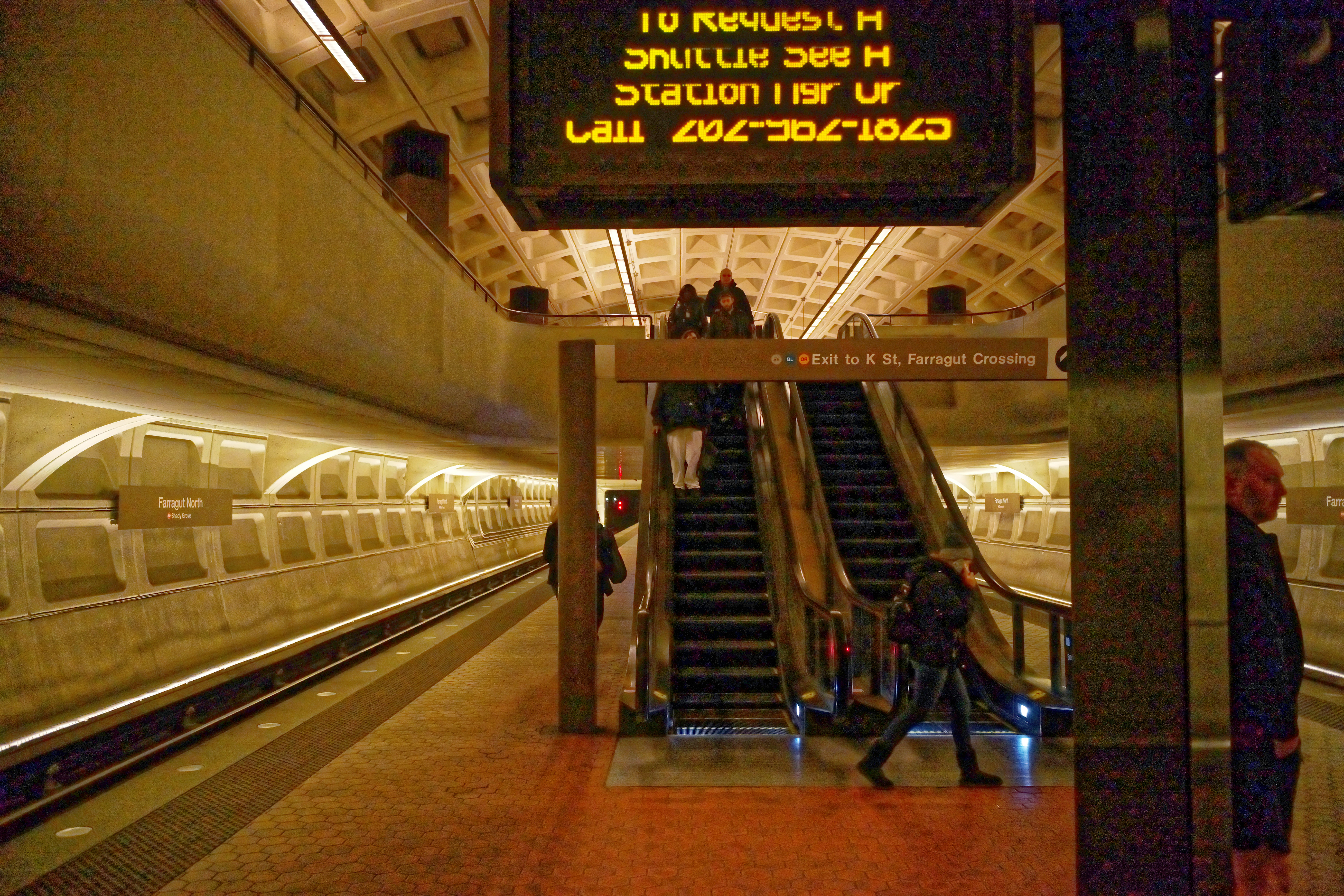
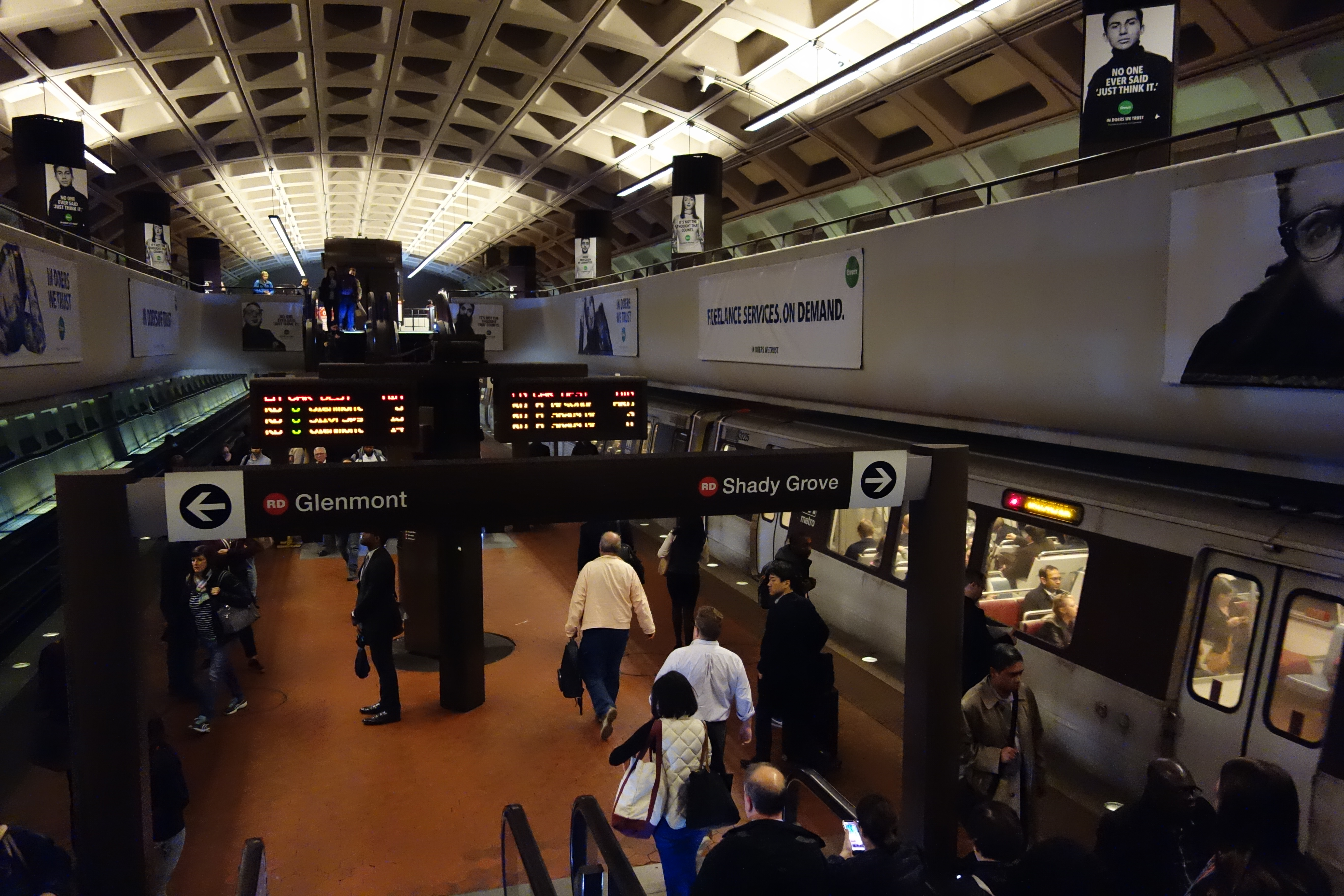

### Intermodalité
Dans les rues à proximité des arrêts de bus sont desservis par : Metrobus (en), lignes 3Y, 11Y, 16Y, 32, 33, 36, 37, 38B, 39, 42, 43, D1, D5, D6, G8, L2, N2, N4, N6, S1 ; MTA Maryland Bus (en), lignes 901, 902, 904, 905 et 995.

## À proximité
- Farragut Square
- National Geographic Museum
- DC Improv Comedy Club